# Achuapa
Achuapa är en kommun (municipio) i Nicaragua med 14 784 invånare (2012). Den ligger i den bergiga västra delen av landet, i den nordligaste delen av departementet León. Kommunen är känd för produktion av sesamolja.

## Geografi
Achuapa gränsar till kommunerna Estelí i öster, El Sauce i söder, Villanueva i väster samt San Juan de Limay i norr. Den enda tätorten i är centralorten Achuapa som ligger 320 meter över havet på en slätt i mitten av kommunen. Där bor det 2 768 invånare (2012). Mer än 80% av kommuninvånarna bor på landsbygden runt om centralorten, med ungefär en fjärdedel av kommuninvånarna öster om och drygt hälften väster om centralorten. De två största comarcorna österut är San Nicolás och San Antonio med 589 respektive 375 invånare (2005). Dessa ligger på en platå 600 meter över havet, med 800 till 1100 meter höga berg söder, öster och norrut. De största comarcorna västerut är Monte Frío med 935 invånare, La Calera (480), El Consuelo (472), El Barro (432) och Santa Cruz (416). Det fattigaste området i kommunen är den allra västligaste delen, runt Monte Frío och La Flor, där 75% av befolkningen lever i extrem fattigdom (pobreza extrema).

## Natur
Genom slätten i den centrala delen av kommunen rinner det två floder från öster till väster, Río El Coyolar och Río Chiquito. Dessa rinner på den norra respektive södra sidan om centralorten. När de sedan sammanflödar strax västerut byter floden namn till Río Achuapita. Kommunens södra gräns mot El Sauce utgörs av den större floden Río Grande, som också rinner från öster till väster.
Kommunens östra gräns mot Estelí består av bergskedjan Cordillera de Horno Grande vars högsta topp når 1350 meter över havet. Dess norra gräns mot San Juan de Limay är också bergig med fina vyer över dalarna nedanför och vulkanerna i fjärran.

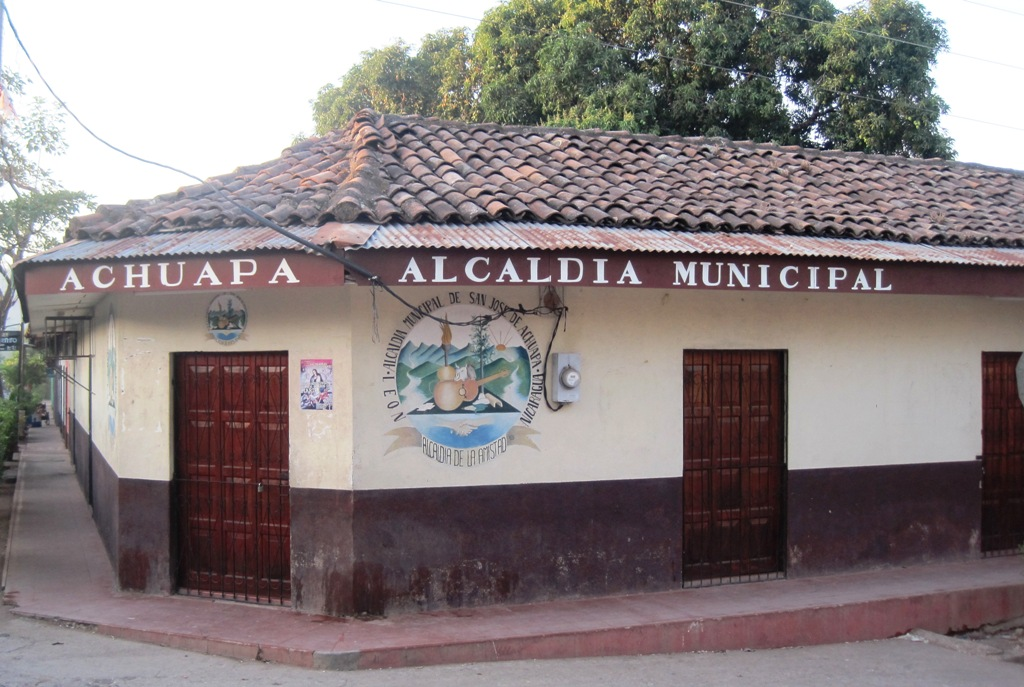
Rådhuset

## Historia
Kommunen bildades 1865 genom en utbrytning ur El Sauce.
Befolkningen har stadigt ökat under det senaste århundradet:
| Folkmängd    | 1906  | 1920  | 1940  | 1950  | 1963  | 1971  | 1995   | 2005   | 2012   |
| ------------ | ----- | ----- | ----- | ----- | ----- | ----- | ------ | ------ | ------ |
| Kommunen     | 1 596 | 2 632 | 3 671 | 6 430 | 8 632 | 9 589 | 13 186 | 13 797 | 14 784 |
| Centralorten | -     | 272   | 333   | 498   | 924   | 1 349 | 2 345  | 2 243  | 2 768  |

## Politik
Achuapa har ett fint gammalt rådhus i kolonial stil. Kommunfullmäktige har 17 ledamöter, och sedan valet 2012 har den elva medlemmar från Sandinisterna och sex medlemmar från det Oberoende Liberala Partiet (PLI). Borgmästaren Diego Figueroa Gontol och vice borgmästaren Blanca Salgado Vallejos är båda från Sandinisterna.

## Näringsliv
Kommunens huvudnäring är jordbruksproduktion. En viktig produkt är sesamolja, som exporteras till Europa genom bondekooperationen Juan Francisco Paz Silva.

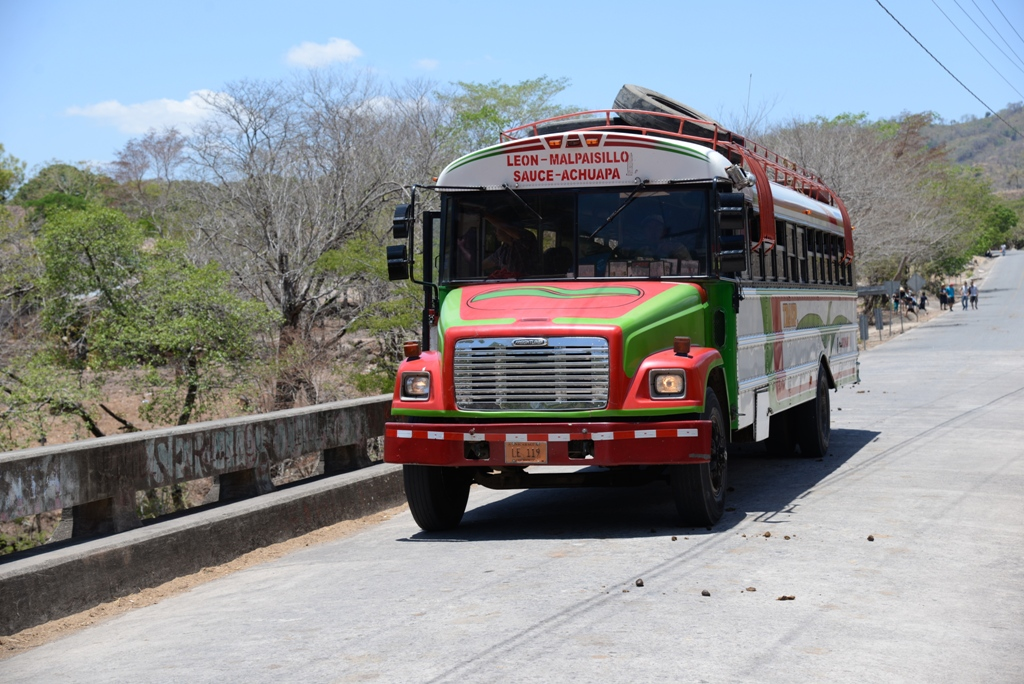
Bussen från León till Achuapa passerar Río Grande

## Transporter
Mellan Achuapa och El Sauce, 23 kilometer söderut, finns det en hårdbelagd väg sedan 2010. Till Estelí i öster, Villanueva i väster samt till San Juan de Limay i norr går det grusvägar. Tidigare fanns det tågförbindelse från León till Rio Grande precis vid kommunens södra gräns mot El Sauce, men den är nedlagd sedan många år. Det finns nu reguljära bussförbindelser med El Sauce, Léon och Estelí.

## Utbildning
I El Lagartillo, i kommunens bergiga nordöstra hörn, ligger Escuela de Español Hijos del Maíz, där utlänningar kan studera spanska. Skolans lärare kommer från den lokala bondebefolkningen och eleverna bor inackorderade hos en lantbrukarfamilj.

## Religion
Kyrkan i Achuapa är helgad åt Sankt Sebastian, och till minne av honom firar kommunen sina festdagar med början den 8 januari. Dagarna firas med biskopsbesök, en religiös procession, konfirmation av ungdomar och dans. Achuapa firar även Josef från Nasaret den 19 mars. De evangeliska kyrkorna firar bibelns dag den fjärde söndagen i september, med kontinuerlig läsning och studie av bibeln under 24 timmar i sträck.

## Kända personer
- Adán Hernández Rocha (1918-), musiker och kompositör, skrev polkan El grito del bolo[18]
- Alba Azucena Palacios Benavidez, revolutionär och parlamentsledamot[19]
- Laureano Mairena Aragón (1951-1982), gerillasoldat, revolutionär och militär[20]
- Ana Gutiérrez Sorainen, journalist och finländsk politiker[21][22]
- Mister Meli (c.1984-), egentligen Cristofer Cerros, rappare, känd för El Himno de Centro América[23]

## Bilder
|  |  |  |
|  |  |  |
|  |  |  |